# Smarta glasögon

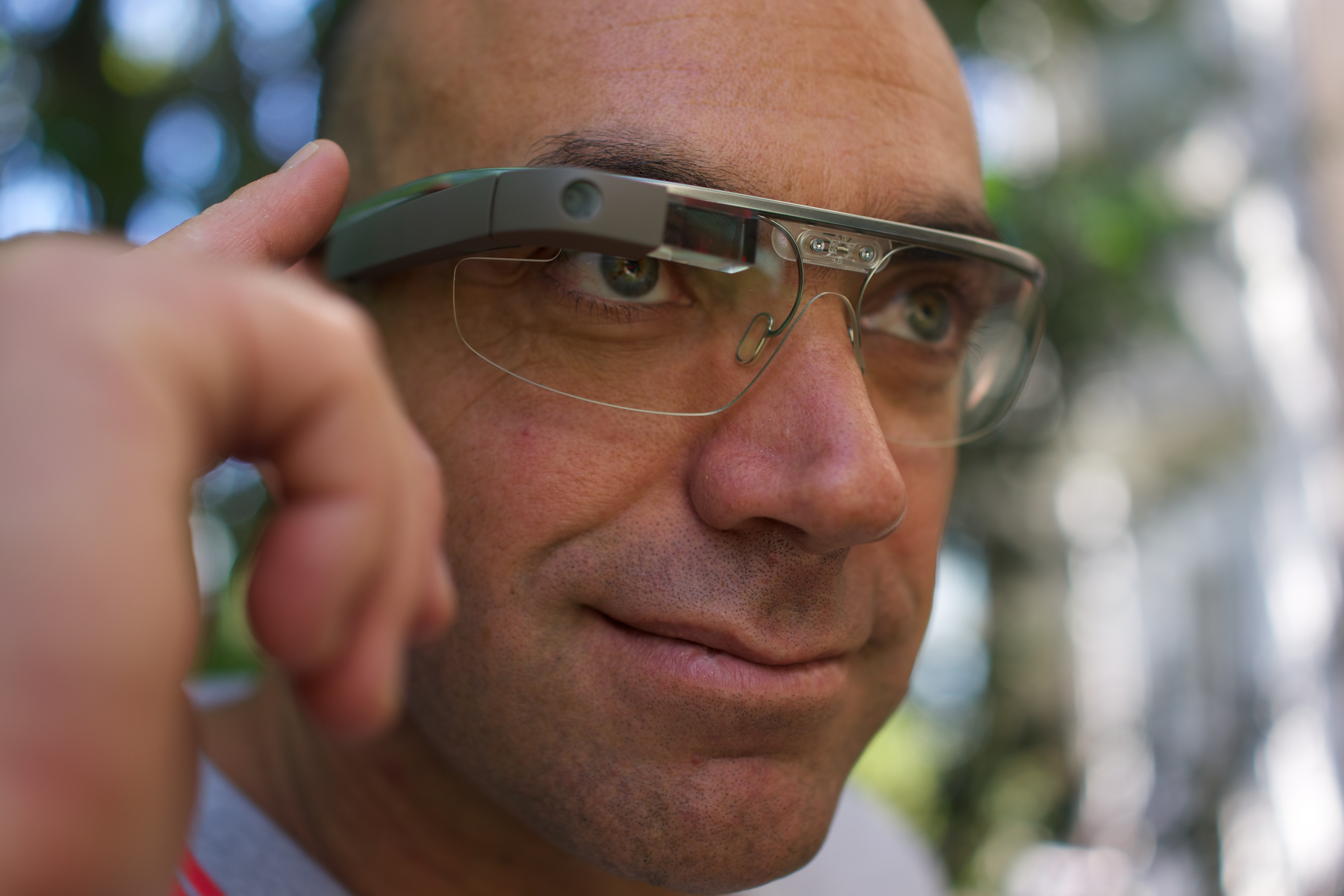
Personen använder en styrplatta byggt på sidan av Google Glass för att kommunicera med sin telefon med hjälp av en Bluetoothenhet.

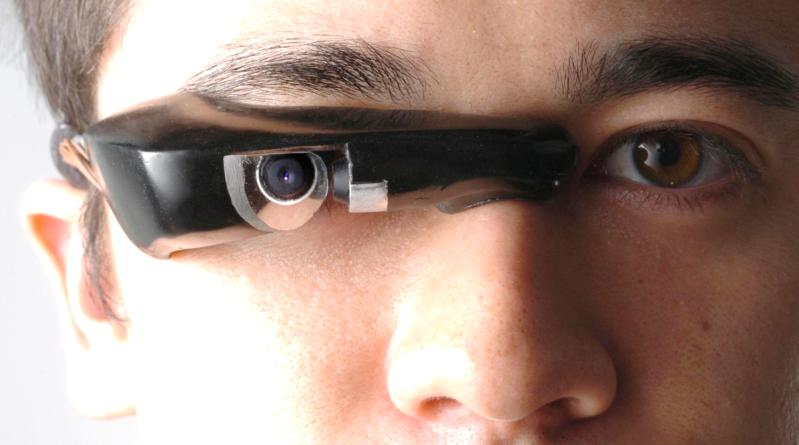
En EyeTap-enhet från 1998, Digital Eye Glas.

Smarta glasögon (på engelska: smartglasses, smart glasses, Digital Eye Glass, Personal Imaging System) är en wearable computer som ger information om vad bäraren ser. Detta uppnås vanligtvis genom en optisk head-mounted display (OHMD) eller datoriserade internet-uppkopplade glasögon med transparent heads-up display (HUD) eller förstärkt verklighet (augmented reality) (AR) som har förmågan att reflektera projicerade digitala bilder som tillåter användaren att se igenom det, eller se bättre med det. Medan tidiga modeller kan utföra grundläggande uppgifter, såsom att bara fungera som en front display och använda mobil teknik eller Wi-Fi, kan moderna smarta glasögon köra fristående mobila appar eftersom de är små bärbara datorer. Vissa är handsfree och kan kommunicera med Internet med hjälp av språkteknologi via röstkommandon, medan andra använder touch-knappar.